# 尼曼查·胡斯錫域
尼曼查·胡斯錫域（Nemanja Vučićević，1979年8月11日—），塞爾維亞足球運動員，司職攻擊中場或前鋒，2009年9月加盟特拉維夫夏普爾。

## 連結
- （德文） Player page on transfermarkt.de